# Brottsofferhierarki
Brottsofferhierarki (hierarchy of victimization) är en idé om hur vi rangordnar brottsoffer utifrån olika maktordningar.
Två individer som utsatts för samma typ av brott kan få olika mycket status och sympati från omgivningen, däribland rättsväsendet, beroende på vilken samhällsgrupp de tillhör. Längst ner i hierarkin är den lägre och maktlösa klassen som bland annat utgörs av individer med lägre socioekonomisk status, annan etnicitet, missbruksproblematik, avsaknad av bostad eller arbete alternativt normbrytande arbete som exempelvis prostitution. Den lägre samhällsgruppen har svårare för att få sympati och anses istället som problematiska av den högre klassen som sitter på makten i samhället. Detta kan leda till en låg anmälningsbenägenhet inom den lägre samhällsgruppen då deras polisanmälningar eller offerstatus inte tas på allvar. Dessa kan istället ses som en potentiell gärningsperson och får därför inte den hjälp eller sympati som andra högre samhällsgrupper får i samma offersituation. Hierarkin är problematisk och bidrar till felaktiga stereotyper om vem som förtjänar att tilldelas offerstatus och sympati.

Det idealiska offret
Den nuvarande brottsofferstereotypen utgår från Nils Christie's teori det idealiska offret som består av ett flertal kriterier som skall uppfyllas för att få status som ett offer och omgivningens sympatier. Kriterierna avspeglar offrets oskuld i situationen och dessa utgörs av offrets svaghet under en oskyldig aktivitet på en plats som denne inte kan beskyllas för att befinna sig på. Offret skall även helst utsättas av en främmande, ond och stor gärningsman. Det slutgiltiga kriteriet gällande om denne anses som idealiskt offer eller inte ligger dock i den utsattes status i samhället, där det behövs en tillräckligt hög status för att kunna hävda sin egen offerstatus. Detta visar på hur maktordningar som klass, kön, ålder, etnicitet genomsyrar både samhället i stort samt inom brott och hur offerskap konstrueras och bemöts.

Rangordning inom hierarkin
Precis som det finns en hierarki inom varje maktordning med en högre och lägre grupp finns det även brottsofferhierarkier inom den lägre gruppen i sig. Inom könsmaktsordningen är kvinnor underordnade männen samtidigt som det finns kvinnor som är underordnade andra kvinnor. Våld i nära relation är ett illustrativt exempel på detta. Kvinnan som lämnar efter första slaget har högre rangordning i brottsofferhierarkin jämfört med kvinnan som inte avslutar relationen och därmed tillåter misshandeln att fortgå. Ytterligare en distinktion av offerstatus kan göras gällande den prostituerade kvinnan som med sin lägre status befinner sig längre ner i hierarkin. Den prostituerade kvinnan har även svårare att få en offerstatus samt omgivningens sympatier vid exempelvis en våldtäkt då hon befinner sig i en situation där risken är högre att utsättas för brott och får därför i större utsträckning skylla sig själv.

Sammanfattningsvis kan man säga att brottsofferhierarkin lägger stor vikt vid hur en individ utsätter sig för risker för en eventuell brottssituation, men att maktordningar som bland annat klass och genus är en central faktor som avgör ens tillhörighet i brottsofferhierarkin. Med andra ord, kan en individ med högre status bete sig mer riskfyllt utan att beskyllas för det i lika stor utsträckning som en individ med lägre status. Innebörden av att vara ett idealiskt offer och ens status i brottsofferhierarkin är inte universellt eller bestående. Vem som är ett offer och hur ett offer framställs modifieras utifrån den kontext, diskurs och maktordning vi lever i. 